# Simón Blech
Pour les articles homonymes, voir Blech.
Simón Blech (Sansón, León, Júpiter, Blech) (25 janvier 1924 - 1er octobre 1997) né à Varsovie (Pologne) est un violoniste et chef d’orchestre polonais naturalisé argentin.

## Biographie
Né en Pologne, sa famille émigre en Argentine alors qu’il est encore enfant ; Il étudie le violon au Conservatoire National avec Teodoro Fuchs et en Europe avec Hermann Scherchen. Il est d’abord violoniste avec des orchestres de tango.
En 1956, il fait ses débuts avec l'Orchestre philharmonique de Santiago du Chili.
Simón Blech a été l'un des fondateurs de l'Orchestre philharmonique de São Paulo et a assidûment dirigé l’orchestre philharmonique de  Buenos Aires au Théâtre Colón.
Il a notamment dirigé Martha Argerich, Friedrich Gulda et Yehudi Menuhin, entre autres solistes, pour des opéras comme Der Fliegende Holländer de Richard Wagner (avec David Ward), (1973); Un ballo in maschera de Giuseppe Verdi, (1976), Guerre et Paix de Serguei Prokofiev, (1984) et  La Savetière prodigieuse  de Juan José Castro , (1986) sur un  livret de Federico García Lorca .
Il était également directeur de chorégraphie.
Entre 1956-1959, Il a été directeur de l'Orchestre symphonique de Bahía Blanca, puis des orchestres symphoniques de Rosario, Córdoba, Montevideo et  de l’Orchestre symphonique Simón Bolívar de Caracas.
Il s’est également produit en Allemagne, Suisse, Espagne et  Russie.
Il a reçu le Prix Konex en 1989 pour sa carrière de chef d’orchestre.
Simón Blech est mort à Buenos Aires en 1997 à l'âge de 73 ans,,,

## Source
- (es) Cet article est partiellement ou en totalité issu de l’article de Wikipédia en espagnol intitulé « Simon Blech » (voir la liste des auteurs).